# Cycas multipinnata
Cycas multipinnata là một loài thực vật hạt trần trong họ Cycadaceae. Loài này được C.J.Chen & S.Y.Yang mô tả khoa học đầu tiên năm 1994.